# Чини, Джованни
Джованни Чини (итал. Giovanni Cini, de Cino, de Cinno, лит. Džovanis Činis; род. между 1490 и 1495—1565, Вильнюс или Краков) — итальянский архитектор и скульптор Ренессанса, работавший в Литве и Польше.

## Биография

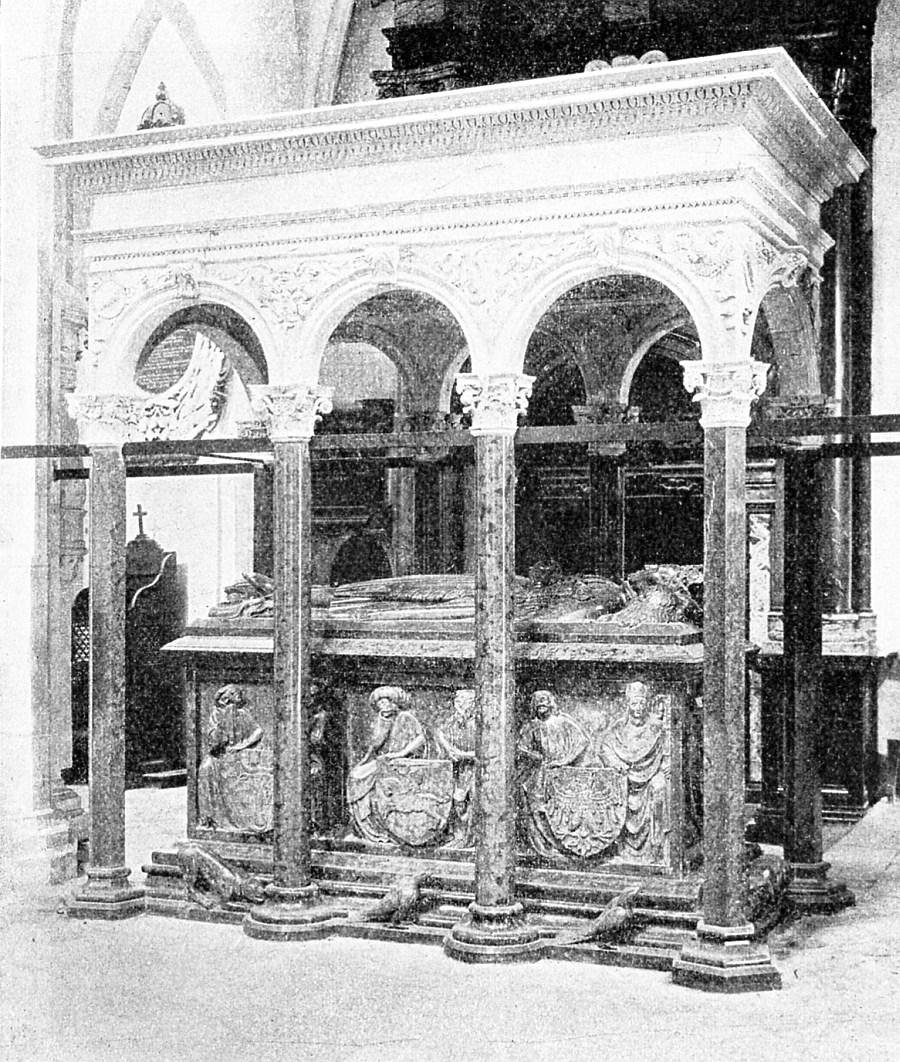
Надгробный памятник Владислава Ягайло в Вавельском соборе

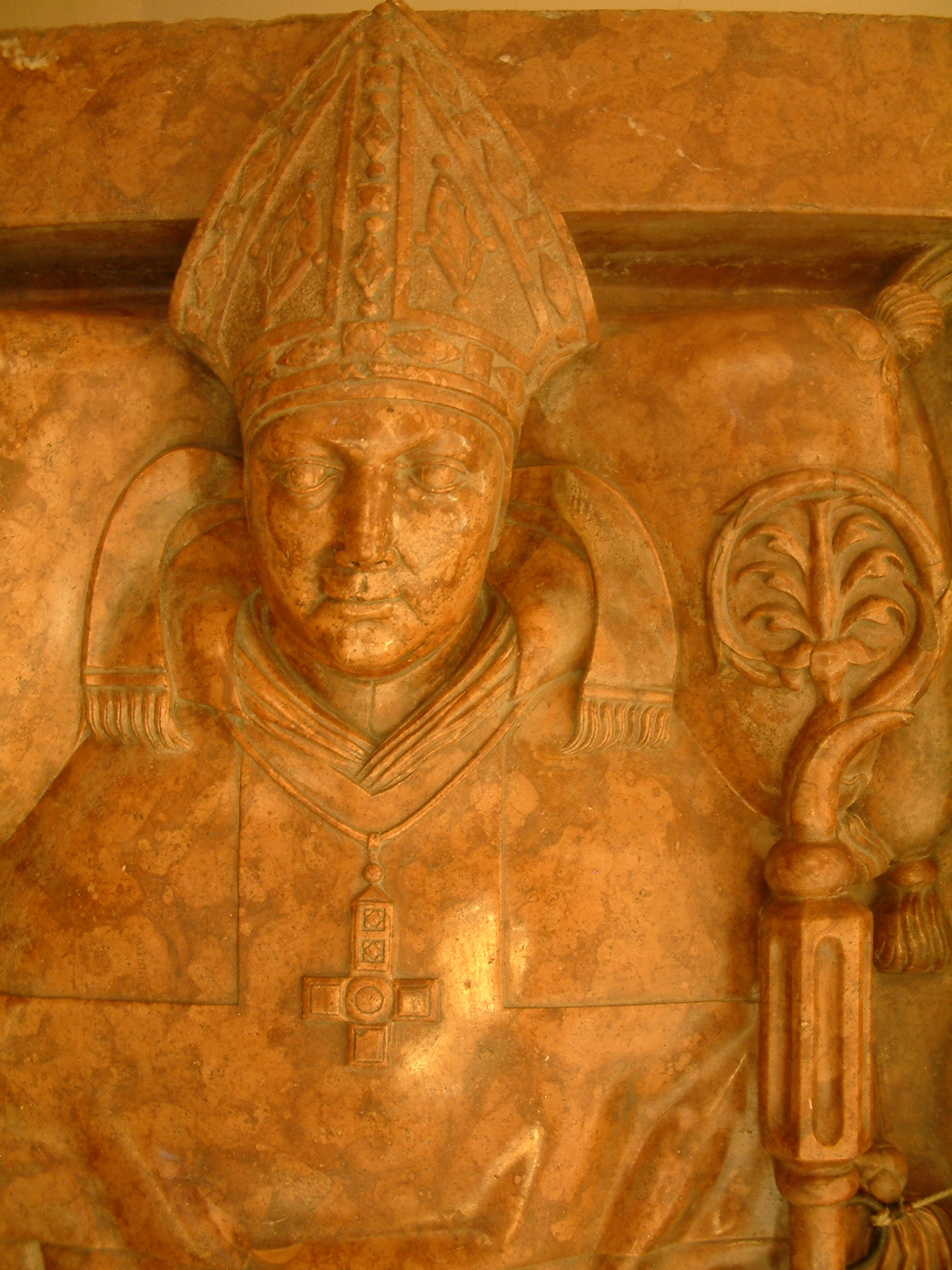
Надгробный памятник епископа Яна Любранского в Кафедральном соборе в Познани (1522

Родился, как предполагается, в Сиене, где жил в 1504—1519 годах. Вероятно, мог учиться и работать в окружении Лоренцо ди Мариано.
Приглашённый, вероятно, польским королем Сигизумундом Старым, в 1519—1534 годах с перерывами жил и работал в Польше. Был скульптором королевского дворца в Кракове. В 1529—1531 годах выезжал в Сиену; 1562 годом датируется отъезд в Италию.
Начиная с 1534 года постоянно бывал в Вильно, где обосновался около 1545 года.

## Проекты
Восстанавливал (совместно с другими) кафедральный собор Вознесения Пресвятой Девы Марии в Плоцке, дома капитулы в Кракове, создавал памятники. В 1519 году принимал участие в работах над балдахином надгробного памятника короля Владислава Ягайло в Вавельском архикафедральном соборе Святых Станислава и Вацлава в Кракове. В 1521 году работал над надгробием краковского епископа Яна Конарского в Вавельском архикафедральном соборе. В 1524—1529 годах участвовал в отделке гротескными орнаментами капеллы Сигизмунда в Вавельском архикафедральном соборе. 
С 1536 года до 1557 года участвовал вместе с Бернардино Дзаноби да Джаноттисом в восстановлении Кафедрального собора Святого Станислава и Святого епископа Владислава после пожара 1530 года (после пожара 1539 года). При его участии в виленском соборе были пристроены новые капеллы епископа Яна Сигизмундовича, епископа Павла Гольшанского, перестроена капелла Монивидов, возведены новые своды (часть в середине центрального нефа сохранилась до сих пор).
Королевская капелла (капелла Воловичей), сооружённая во второй половине XV века, после пожара 1530 года заново Джованни Чини выстроена на старых фундаментах (интерьер заново декорирован в 1623 году). Её архитектура напоминает капеллу Сигизмунда в Вавельском соборе в Кракове, которую в стиле Ренессанса в 1519—1533 годах создал архитектор Бартоломео Береччи при участии Дзаноби да Джаноттиса и Джованни Чини.
Вместе с Бернардино Дзаноби да Джаноттисом работал над строительством и реконструкцией Нижнего замка (1546—1548), а после смерти Дзаноби да Джаноттиса возглавил работы. Предполагается, что Чини был архитектором костёла Святой Варвары, который распорядился построить в 1551 году король Сигизмунд Август на месте старого готического храма Святой Анны. Костёл на территории Нижнего замка должен был быть в три раза больше, чем прежней, и стать мавзолеем королевской семьи. Для костёла создал (совместно с Джаммария Падовано) памятник Елизаветы, жены короля Сигизмунда Августа (1552) и алтари. После смерти короля новый храм оставался незавершённым и в 1666 году был снесён.